# Mer Smak
Mer Smak är Coops medlemstidning som produceras av Vi Media på uppdrag av Coop Sverige och utkommer med 11 nummer per år.
Tidningen startade som en medlemstidning för Konsumentföreningen Stockholm 1990. Tidningen övertogs senare av KF och blev 2003 rikstäckande. Tidningen ändrade 2013 namn från Mersmak till Mer smak. Produktionen lades ut på Vi Media år 2012.
I november 2023 meddelade Coop att tidningen skulle läggas ner. I maj 2024 meddelade Konsumentföreningen Stockholm att man skulle återuppta utgivningen i samarbete med Coop Norrbotten. Tidningen skulle distribueras i Coop Butiker & Stormarknader och Coop Norrbottens butiker.